# 030 T PLM 7401 à 7615
Les 030 T PLM 7401 à 7615 sont des locomotives-tender de la Compagnie des chemins de fer de Paris à Lyon et à la Méditerranée. Elles assurent les manœuvres dans les gares et les dépôts.

## Genèse
La Compagnie des chemins de fer de Paris à Lyon et à la Méditerranée ne fit jamais construire de locomotives de manœuvres se contentant de modifier des locomotives de route à tender en locomotives-tender.
Ces locomotives proviennent de la transformation entre 1907 et 1913 des machines 030 PLM 1401 à 1510 et 030 PLM 1513 à 2457 dites Bourbonnais.

## Description
Les machines sont tendérisées par ajout de caisses à eau, d'une soute à charbon à l'avant sur le côté gauche et la pose d'un abri fermé. Le poids adhérent est ainsi augmenté de 11 t à 15 t environ. Le reste est conservé. la vitesse limite passant de 60 km/h à 50 km/h ce qui est suffisant pour le service à assurer.

## Utilisation et service
Ainsi transformées les locomotives commencèrent une nouvelle carrière de dessertes d'embranchement et de manœuvres de gare ou de dépôts. Elles furent affectées à  tous les dépôts de la Compagnie. 
À l'origine, immatriculées : 5854 à 5893 pour les 40 premières unités, la série fut rapidement réimmatriculée : 7401 à 7615 puis en 1924, 3 AM 1 à 215. En 1928 2 locomotives furent cédées aux mines de La Roche.
En 1938, elles sont immatriculées par la SNCF : 5-030 TB 1 à 215. En 1945 6 locomotives, à savoir les : 5-030 TB 71, 78, 87, 92, 131 et 211, sont mutées sur la région Nord où elles gardent leur immatriculation avec juste un changement d'indice pendant un certain temps avant d'être réimmatriculées : 2-030 TD 1 à 6. En 1960 il reste encore 31 locomotives concentrées sur le sud de la région Sud-Est et 4 locomotives sur la région Nord. Les dernières machines sont réformées en 1965 sur leur région d'origine et en 1967 sur la région Nord.

## Caractéristiques
- Pression de la chaudière : 10 bar (1 MPa)
- Surface de grille : 1,36 m2
- Surface de chauffe : de 115 m2 à 166 m2
- Diamètre et course des cylindres : 450 & 650 mm
- Diamètre des roues motrices : 1 300 mm
- Capacité des soutes à eau : 4 m3
- Capacité de la soute à charbon : 1,5 t
- Poids à vide : 32,8 t
- Poids en ordre de marche : de 47,6 t à 48,27 t
- Longueur hors tout : 9,60 m
- Vitesse maxi en service : 50 km/h

## Modélisme
A l'échelle HO, les 030 TB ont été reproduites par :
- le fabricant français TAB
- l'artisan anglais DJH Model Loco, sous forme de kit à monter en métal blanc.

L'artisan DJH Model Loco les a aussi reproduites à l'échelle O.